# Drapeau de la Martinique
Le drapeau de la Martinique est le drapeau utilisé pour représenter la Martinique lors des manifestations sportives et culturelles. Il a été adopté officiellement le 2 février 2023 par les élus de l'Assemblée de Martinique. Ce drapeau, dit « rouge vert noir », comportant un triangle rouge et deux trapèzes vert et noir superposés, a été initialement créé dans les années 1960 dans le cadre des luttes anticolonialistes des tout premiers mouvements indépendantistes de la Martinique.
Auparavant, plusieurs drapeaux étaient en usage, parfois simultanément selon les affiliations politiques et idéologiques : 
- le « drapeau aux quatre serpents », utilisé au XVIIIe siècle par la marine marchande et repris courant XXe siècle bien qu'évoquant pour certains un passé colonial et esclavagiste ;
- le « drapeau rouge, vert, noir » utilisé depuis 1968 par différents groupes et partis indépendantistes et nationalistes martiniquais (à l'exception du MIM), et actuellement officiel ;
- de 2019 à 2021, le drapeau « Ipséité » choisi par le président du conseil exécutif de Martinique de l'époque.

## Drapeau rouge vert noir

Drapeau rouge, vert, noir martiniquais.

### Significations

Drapeau panafricain.

Sur le drapeau panafricain, le rouge désigne la couleur du sang « qu'il faut verser pour sa rédemption et sa liberté », le noir la couleur « de la noble race » afro-descendante, et vert la végétation de la « terre-mère ».
Selon Alex Ferdinand, prenant ses distances avec le mouvement de Marcus Garvey, les couleurs utilisées sur le drapeau martiniquais sont le rouge pour le socialisme, le noir pour le combat pour la cause noire, et le vert pour la paysannerie.
Selon Garcin Malsa, alors maire de Saint-Anne et chef de file du mouvement des démocrates et écologistes pour une Martinique souveraine, le rouge glorifie les combats des Amérindiens et des Nègres Mawons, le vert illustre la « foi en notre pays fécond » et honore la terre nourricière, le noir affirme les origines « essentiellement noire africaine » et manifeste la « négritude de kréyols ».
Ce drapeau est revendiqué par les indépendantistes, il est un « symbole de résistance face à l'oppression coloniale des Français »,.

### Historique

#### Origine du drapeau
Le drapeau rouge, vert, noir est un drapeau revendiqué pour son histoire, ses luttes et ses combats par différents groupes et partis indépendantistes et nationalistes martiniquais, à l'exception notable du MIM (Mouvement Indépendantiste Martiniquais). Les trois couleurs sont déjà celles du Drapeau pan-africain adopté en 1920 par l'Universal Negro Improvement Association and African Communities League (UNIA) du leader Marcus Garvey,,.
Il est dit que ces couleurs seraient apparues dès 1665 lors de révoltes d’esclaves menées par Francis Fabulé un « Nèg Mawon » qui aurait combattu avec les Kalinagos contre les colons français. Elles auraient été reprises en 1801 lors d’une révolte d’esclaves au Carbet par Jean Kina, et en 1870, lors de la Grande insurrection du Sud durant laquelle les insurgés auraient arboré des foulards ou des bandeaux rouge, vert et noir en signe de ralliement.[réf. nécessaire].
Les couleurs ont été reprises dans les années 1960 par l’Organisation de la Jeunesse Anticolonialiste de la Martinique (OJAM), sous la forme de trois bandes verticales, comme le drapeau français, que les jeunes militants placardaient sur les murs de Fort-de-France en contestation à la départementalisation. Le premier drapeau rouge vert noir à bandes verticales fut donc créé par Victor (dit Totor) Lessort en 1963 lors de son séjour en prison en attendant le procès de l'OJAM.
Plusieurs personnes s'attribuent la paternité du drapeau sous son format actuel, né dans les années 1960. Guy Cabort-Masson explique que c'est lui, avec Alex Ferdinand, qui a dessiné le drapeau définitif lors des événements de mai 1968 à Paris, avant qu'il n'apparaisse, à partir de 1971, en Martinique. L'assemblée de Martinique reconnait ce moment comme fondateur pour le drapeau, « symbole (...) pour les afro-descendants de la Martinique depuis le XIXe siècle ». Cependant Victor Lessort, mis en prison à la suite de l'affichage du manifeste de l'OJAM, revendique avoir créé ce drapeau depuis sa cellule dès 1963,.

#### Utilisations avant sa désignation officielle
Entre la fin du XXe siècle et le début du XXIe siècle le drapeau est devenu l’emblème de la revendication autonomiste et indépendantiste martiniquaise et réapparaît lors de manifestations politiques et syndicales, sans pour autant faire l'unanimité dans le mouvement nationaliste. Avant son adoption officielle par les élus de l'assemblée de Martinique, ce drapeau est apposé sur certaines mairies.

##### À Saint-Anne
Quand il devient maire de Sainte-Anne en 1989, Garcin Malsa fait retirer le drapeau de la France du fronton de la mairie, à la colère des anciens combattants. En 1995, une délibération du conseil municipal est adoptée pour que pavoise sur la mairie le drapeau rouge, vert et noir comme drapeau national martiniquais. Plusieurs recours judiciaires ont lieu à la suite de plaintes du préfet de la Martinique au président de la République Jacques Chirac.[réf. nécessaire]

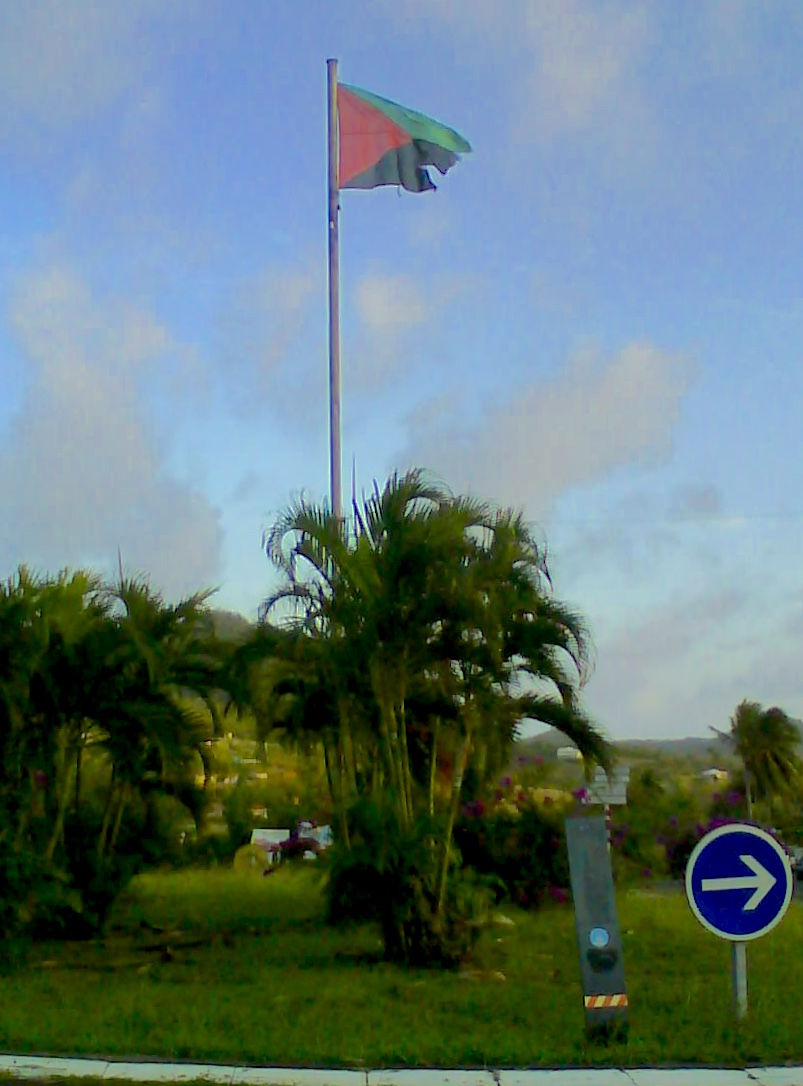
Drapeau flottant à l'entrée de Sainte-Anne en 2008.

Finalement, en 2001, le maire accepte de replacer le drapeau de la France avec d'autres drapeaux de pays caribéens sur la mairie, avec au-dessus, le drapeau rouge vert noir. Plusieurs décisions de justice déclarent cette présence illégale, y compris un arrêt du conseil d'État de 2005. En effet, le juge administratif s'appuie sur le principe de neutralité qui s'impose aux services publics et interdit qu'un bâtiment public soit pavoisé de manière à promouvoir des idées politiques, philosophiques ou religieuses.

##### À Fort-de-France
En février 2019, le conseil municipal de Fort-de-France, décide de hisser le drapeau nationaliste martiniquais rouge-vert-noir à la devanture de certains bâtiments de la ville aux côtés du drapeau national. Ce drapeau nationaliste arbore les mêmes couleurs que celles reprises par le PPM, parti majoritaire au conseil municipal de Fort-de-France ; il a d’ailleurs été brandi durant l'enterrement d’Aimé Césaire, fondateur de ce parti.

#### Choix comme drapeau représentatif de la Martinique
Une consultation populaire organisée par la Collectivité territoriale de la Martinique (CTM) sélectionne le 16 janvier 2023 avec 72,84% des suffrages, soit 26 633 votes, un drapeau rouge-vert-noir avec un colibri en son centre. « le rouge est associé à la vie et à la liberté, le vert à la nature et à la fertilité, et le noir rend hommage à tous ceux qui ont été bafoués ». L'arrangement est imaginé par Anaïs Delwaulle, reprenant une proposition qu'elle avait faite lors de la consultation de 2019. À la suite du cyberharcèlement dont elle est victime elle retire sa participation le 23 janvier 2023 , au profit du drapeau « rouge vert noir »  arrivé deuxième à la consultation avec un quart des 37 000 votes.
Le 2 février 2023, ce drapeau « rouge vert noir » est adopté officiellement par les élus de l'Assemblée de Martinique (44 voix pour et une abstention) pour représenter la Martinique lors des manifestations sportives et culturelles,.
En mars 2024, l'émoji du drapeau rouge, vert, noir est disponible pour les appareils Apple bénéficiant de mise à jour de leur système d'exploitation iOS 17.4.

## Drapeau aux quatre serpents
Le drapeau aux quatre serpents est issu du pavillon orné du serpent trigonocéphale (ou fer de lance), serpent endémique qui caractérise de manière unique l'île.

### Historique
Il devient progressivement le drapeau officiel de la colonie, l'ordonnance du 4 août 1766 obligeant :

« Tous les propriétaires de vaisseaux, bâtiments, goélettes et bateaux de la Martinique et de Sainte-Lucie feront pourvoir leurs bâtiments d’un pavillon bleu avec une croix qui partagera le dit pavillon en quatre ; dans chaque carré bleu, et au milieu du carré, il y aura la figure d’un serpent en blanc, de façon qu’il y aura quatre serpents en blanc dans le dit pavillon, qui sera reconnu dorénavant pour celui de la Martinique et de Sainte-Lucie. »

Certains, comme le député Jean-Philippe Nilor, affirment début du XXIe siècle que les serpents représentés font référence aux couleuvres des armoiries de Colbert (l'auteur du Code noir entré en vigueur en 1685),. Il est cependant plus communément admis,, qu'il s'agit du trigonocéphale, une espèce endémique de l'île depuis 6 millions d'années, donc bien avant l'arrivée des premiers habitants,.

### Représentation de la Martinique
Jusqu'au début du XXIe siècle, il était utilisé pour représenter l'île et pour la plupart des sélections sportives de Martinique (football, handball, cyclisme…) et il était aussi arboré sur l'écusson de la gendarmerie nationale dans l'île et sur l'hôtel de police de Fort-de-France.
De 2015 à 2024,, ce drapeau est utilisé pour représenter la Martinique dans la liste des émojis unicode.

### Polémique
L'utilisation de ce drapeau fait l'objet de polémiques,, à la fois sur sa signification, son histoire et sa portée symbolique : 
- Certains le considèrent comme un symbole raciste rappelant la traite négrière, notamment le « Comité national pour les réparations (de l'esclavage) » ou le Conseil représentatif des associations noires de France (CRAN). En 2017, plusieurs pétitions et actions ont été lancées à l'encontre de ce drapeau[38]. Pour le député Jean-Philippe Nilor, « si la croix gammée représentative du nazisme renvoie à l’holocauste, ce drapeau bleu avec sa croix blanche et ses 4 serpents est lui, représentatif de l’esclavage et de la traite négrière »[27].

- Cependant, d'autres Martiniquais précisent qu'historiquement, cet emblème n'avait jamais fait l'apologie de l'esclavage ni même qu'il était le symbole de l'esclavage[28].

Lors de sa visite en Martinique le 27 septembre 2018, le président de la République Emmanuel Macron, reconnaissant son ignorance complète du sujet, est interpellé par un blogueur sur cette représentation présentée alors comme symbole esclavagiste ou colonialiste. Le 15 octobre 2018, est annoncée la décision du président Macron d'enlever cet emblème des uniformes des gendarmes « par souci d'apaisement ».

## Drapeau Ipséité (2019-2021)

Drapeau Ipséité, par Johnny Vigné, utilisé de 2019 à 2021.

Fin 2018, la collectivité territoriale de Martinique lance un concours afin de définir un drapeau et un hymne dans l’objectif de « représenter la Martinique lors des manifestations sportives et/ou culturelles internationales ». Le drapeau Ipséité est créé et proposé par le Martiniquais Johnny Vigné. L'hymne (Lorizon) et le drapeau (Ipséité) de la Martinique ont été choisis parmi les finalistes par le président du conseil exécutif de Martinique, Alfred Marie-Jeanne. Ils ont été présentés officiellement le 10 mai 2019,.
Le drapeau porte en son centre un Lobatus gigas, communément appelé Lambi : il s'agit d'un coquillage emblématique des Antilles dont la conque est utilisée comme instrument traditionnel de musique. Autour, 34 étoiles amérindiennes symbolisent les 34 communes de la Martinique et huit segments évoquent huit des langues différentes parlées après colonisation de l’île par les Européens : français, créole, anglais, espagnol, portugais, italien, chinois et arabe. Le bleu fait référence à l’océan Atlantique et à la mer des Caraïbes tandis que le vert rappelle les mornes abrupts et la nature du territoire.
Il est notamment contesté par les partisans du drapeau rouge, vert, noir,.
Dans une décision en date du lundi 15 novembre 2021, le tribunal administratif annule la décision du président du conseil exécutif de Martinique ; les choix des drapeau et hymne locaux n'étant pas de son ressort mais relevant des compétences de l’assemblée de Martinique, l’organe délibérant de la collectivité.